# Yufuin
Le bourg d'Yufuin (湯布院町, Yufuin-chō) était un bourg du district d'Ōita, dans la préfecture d'Ōita au Japon.

## Géographie
L'ancien bourg d'Yufuin est situé dans la partie nord de la ville d'Yufu et à l'ouest de Beppu. Il s'étale sur une superficie de 127,77 km2 dans la vallée de Yufuin au pied du Mont Yufu.

## Histoire
En 1889, en application du nouveau système d'administration des municipalités mis en place par le gouvernement de Meiji, les villages de Kitayufu et Minamiyufu sont créés. Ces deux villages fusionnent en 1936 et forment le nouveau village de Yufuin.
En 1948, le village de Yufuin devient un bourg.
Le 1er octobre 2005, le district d'Ōita est dissous et le bourg d'Yufuin intégré à la ville d'Yufu.

## Thermalisme
Le bourg d'Yufuin possède plusieurs stations thermales exploitant les nombreuses sources d'eau chaude formées par l'activité hydrothermale du sous-sol de la vallée d'Yufuin.

## Tsukahara
Tsukahara (塚原) est une section d'Yufuin située dans le nord de la ville d'Yufu dont il forme un arrondissement. C'est un plateau qui s'étend au nord du Mont Yufu sur 4,6 km du nord au sud.

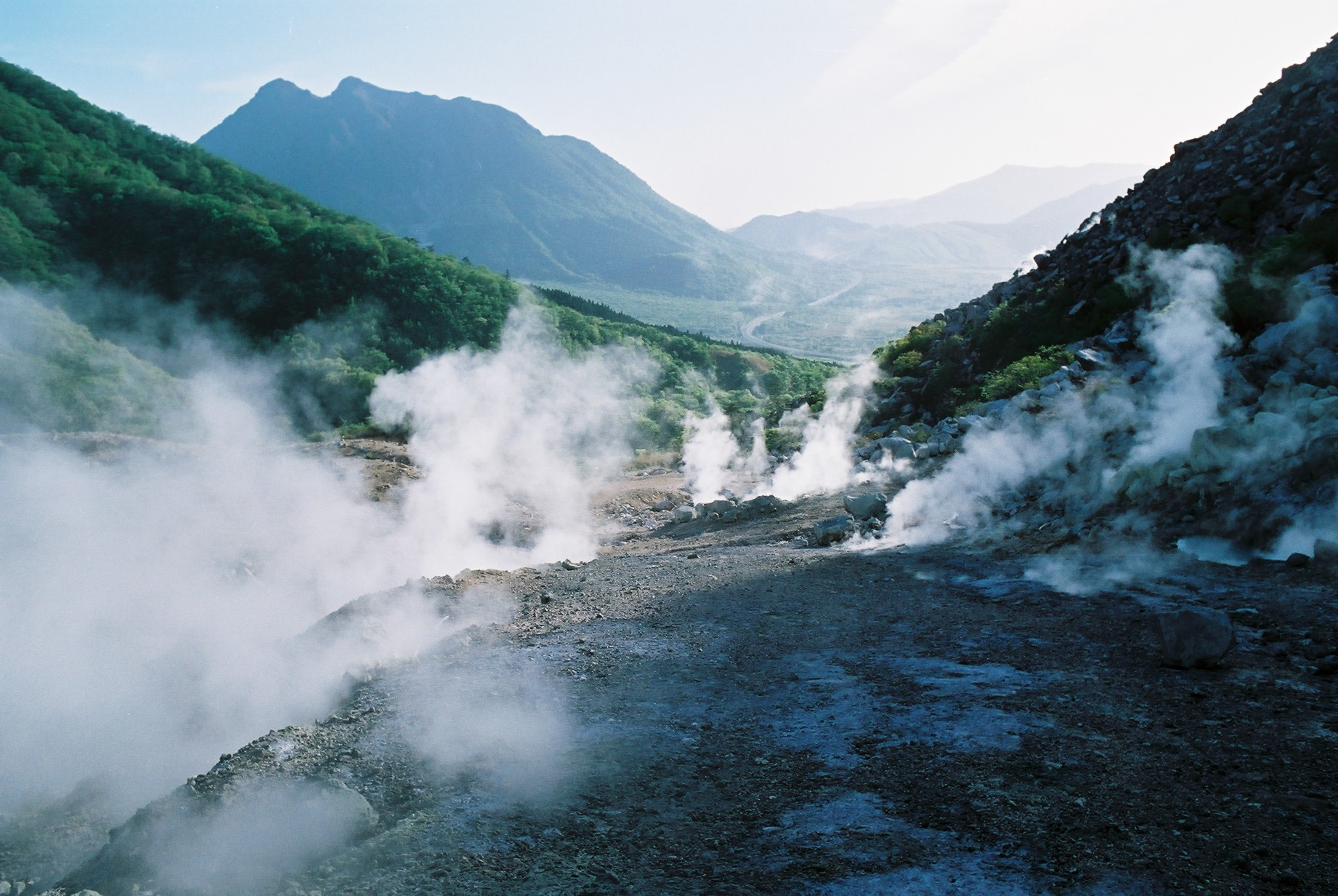
Fumerolles dans le cratère du mont Garan.

Au nord-est de Tsukahara, la station thermale de Tsukahara exploite une source chaude dont l'eau s'écoule du pied du mont Garan, l'un des sommets volcaniques du massif de Tsurumi.
Tsukahara était un village du district d'Ōita jusqu'en 1955, date à laquelle il a été intégré au bourg d'Yufuin.
Tsukahara est membre de l'association Les Plus Beaux Villages du Japon depuis 2011.